# Syntagma Musicum

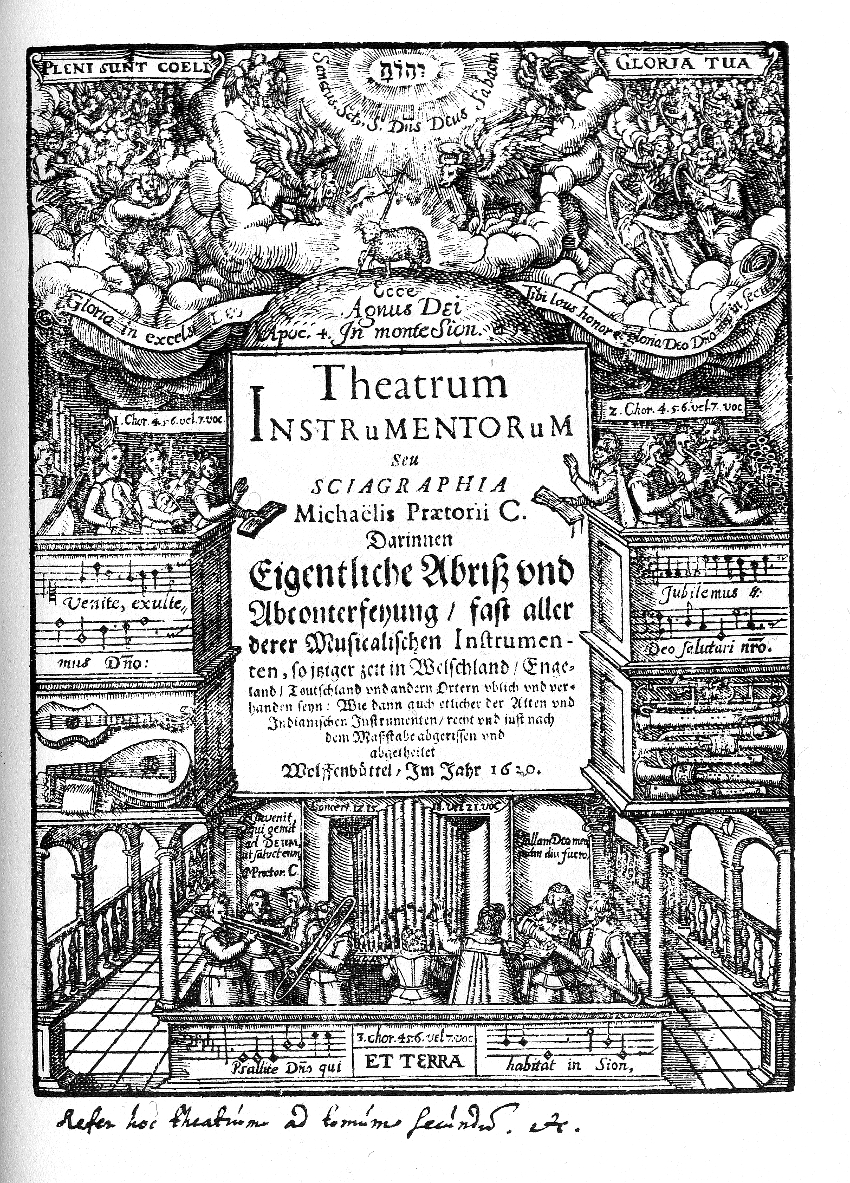
Syntagma Musicum Theatrum Instrumentorum seu Sciagraphia Wolfenbüttel, 1620

A Syntagma Musicum a német zeneszerző, zenetudós,  Michael Praetorius három kötetből álló zeneelméleti munkája, a könyveket  Wittenbergben  és  Wolfenbüttelben adták ki 1614 és 1620 között. Praetorius műve a 17. századi zeneelméleti kutatások elsődleges forrása lett, melynek különös jelentőségű a második kötete, a De Organographia, ebben a korabeli  hangszereket osztályozza és részletes leírásukat is adja. A második kötethez tartozó függelékében gazdag  illusztrációk mentén.mutatja be a hangszereket,  ezek jelenleg a régi hangszerek restaurálása során  jelentősek.
A három kötet a következő címen jelent meg:
- I: Musicae Artis Analecta
- II: De Organographia
- III: Termini musici

I. kötete, az 1614-ben megjelent  Musicae Artis Analecta régebbi korok zenéjével,  egyházzenével foglalkozik, a kötet latinul íródott.
II. kötete, a  De Organographia kora hangszereivel foglalkozik elsődlegesen az orgonával, a könyv már németül íródott, egyike az első nem latinul írt zeneelméleti könyveknek. A II. kötethez tartozó függelék, a Theatrum Instrumentorum seu Sciagraphia 42 gyönyörű fametszetet  tartalmaz, az aprólékos rajzok a 17. századi hangszereket ábrázolják, mindegyiket csoportokba rendezve sorolja fel.
III. kötete, a  Termini musici  már szintén németül íródott, a zeneműveket csoportosítja műfajok szerint, valamit a professzionális zenészek számára szolgál technikai részletekkel.
Michael Praetorius zeneelméleti műve befejezetlen maradt, még tervezett egy negyedik kötetet is, a zeneszerzés elméleti tárgykörébe tartozó könyv megírása halála miatt azonban meghiúsult.

## A hangszerek illusztrációja
A Syntagma Musicum második kötetéhez (De Organographia) tartozó függelékben (Theatrum Instrumentorum seu Sciagraphia) lévő hangszerek illusztrációiból pár kép:

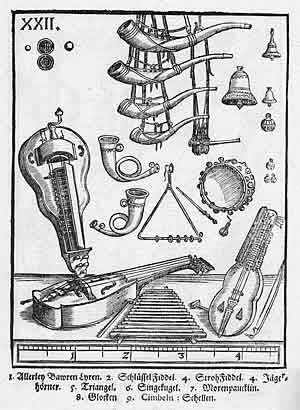
A Syntagma Musicum második kötetében (De Organographia) lévő hangszerek illusztrációja
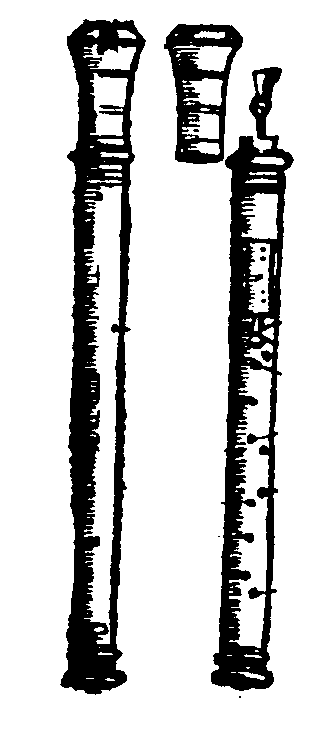
Kortholt Michael Praetorius Syntagma Musicum című művéből (1619)
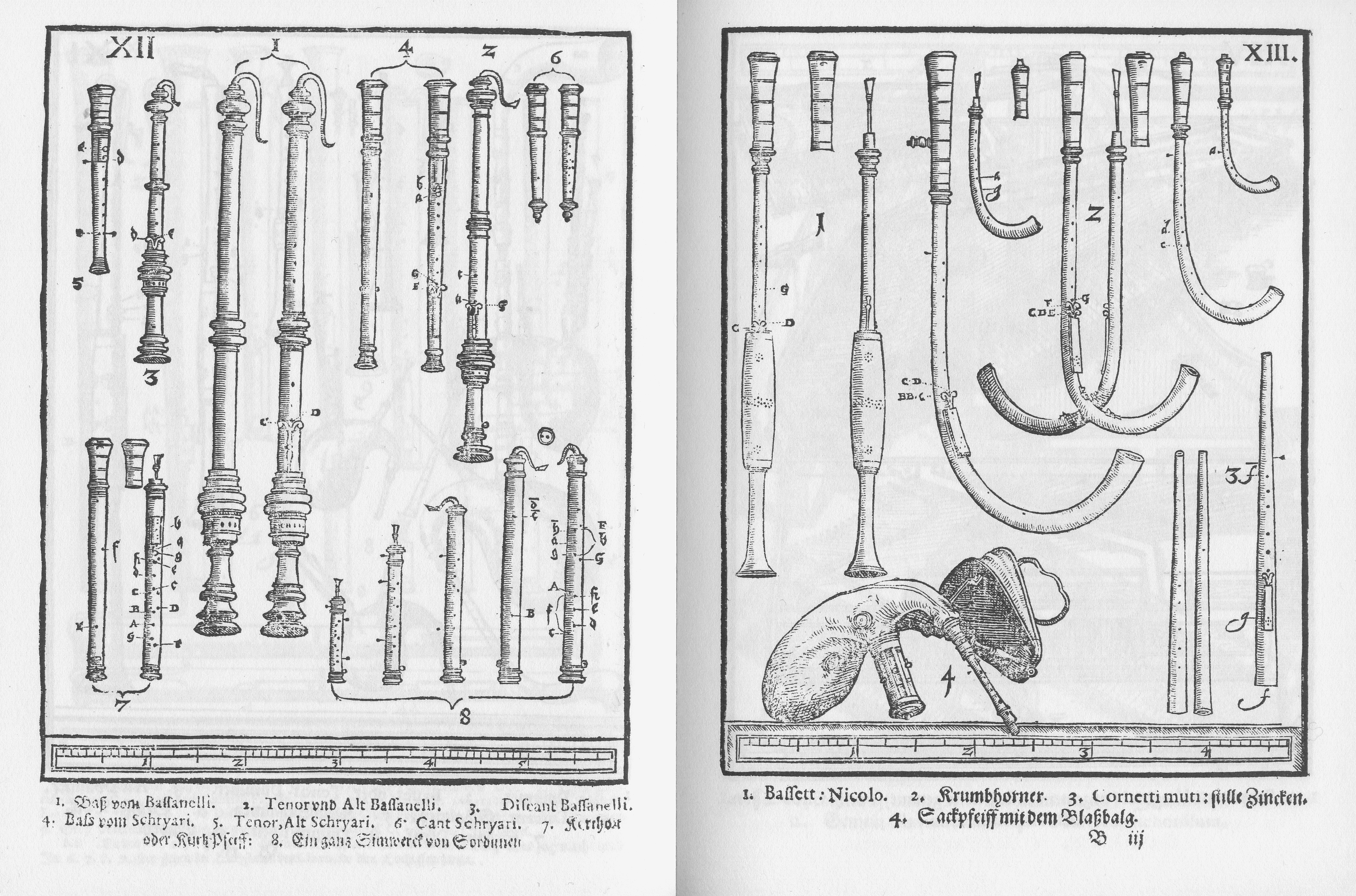
Nádnyelves hangszerek Michael Praetorius Syntagma Musicum című könyvében
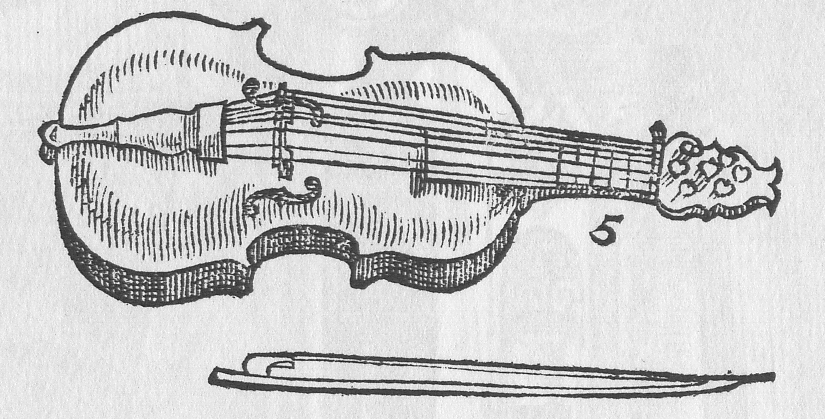
Lira da braccio bundokkal Michael Praetorius Syntagma Musicum című művéből (1619)
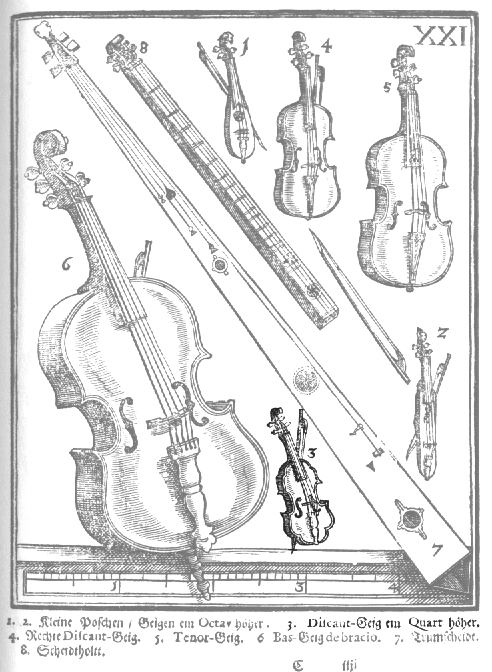
Egy lap a Syntagma Musicum-ból, mely az akkori vonós hangszereket mutatja be
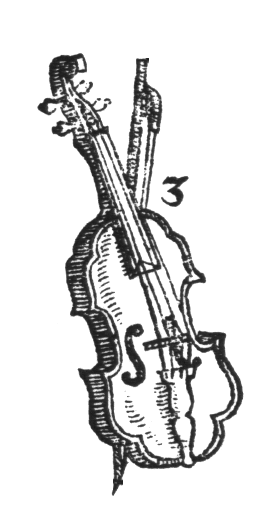
Violino piccolo (Diskantgeige) a Syntagma Musicum-ból
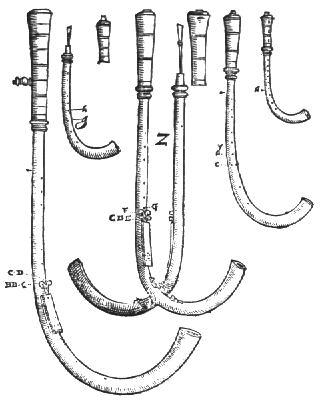
Görbekürtök Michael Praetorius Syntagma musicum című művéből (1619)

## Külső hivatkozások
- Online edition at Internet Archive (vols. 2 and 3 only)
- English translation: De Organographia, Parts III – V with Index